# Coquainvilliers
Coquainvilliers is een gemeente in het Franse departement Calvados (regio Normandië) en telde in 723 inwoners (2005). Door onder andere de bouw van een nieuwbouwwijk is het inwonersaantal in 2008 gegroeid tot ruim 1000. De plaats maakt deel uit van het arrondissement Lisieux.
Op 13 november 1907 vond in Coquainvilliers de eerste vrije vlucht met een helikopter ter wereld plaats, uitgevoerd door de Franse rijwielhandelaar en uitvinder Paul Cornu.

## Geografie
De oppervlakte van Coquainvilliers bedraagt 11,9 km², de bevolkingsdichtheid is 60,8 inwoners per km².
De onderstaande kaart toont de ligging van Coquainvilliers met de belangrijkste infrastructuur en aangrenzende gemeenten.

## Demografie
Onderstaande figuur toont het verloop van het inwonertal (bron: INSEE-tellingen).
Vanwege een beveiligingsprobleem met de MediaWiki Graph-software is het momenteel niet mogelijk deze grafiek weer te geven. Zodra de software is bijgewerkt zal de grafiek vanzelf weer zichtbaar worden.